# Forgatónyomaték
A forgatónyomaték (röviden: nyomaték) egy adott erőhatás egy adott forgástengelyre való forgatóképességét megadó fizikai mennyiség. Jele M, néha τ. A forgatónyomaték az F erő és az O középponttól az erő támadáspontjába mutató r vektor, az erőkar vektoriális szorzata.
{\displaystyle {\vec {M}}={\vec {r}}\times {\vec {F}}}
A forgatónyomaték vektormennyiség, kezdőpontja az O középpont. A forgatónyomaték-vektor merőleges az erő és az erőkarvektor síkjára, iránya pedig olyan, hogy az r, F és az M vektorok ebben a sorrendben jobbsodrású rendszert alkotnak. A nyomatékvektor iránya egyszerűen meghatározható a Jobbkéz-szabály segítségével. A nyomaték mértékegysége a Nm („newtonméter”).
A forgatónyomaték abszolútértéke kiszámolható az erővektor és az erőkarvektor által bezárt szög segítségével.
{\displaystyle |{\vec {M}}|=|{\vec {r}}||{\vec {F}}|\sin \alpha }

## A forgatónyomaték mint derivált

### A perdület
Egy általunk kijelölt ponttól, az origótól viszonyított távolságvektor, és a tömegpont impulzusvektorának a vektoriális szorzata a perdület.
{\displaystyle {\vec {L}}={\vec {r}}\times {\vec {p}}}
A perdület a vonatkoztatási ponttól (középponttól) függő mennyiség. Mivel a tömegpont sebessége az idő függvénye, az abból származtatott perdület is egy időfüggvény lesz.

### A perdület deriváltja
A perdületfüggvény idő szerinti deriváltja a forgatónyomaték.
{\displaystyle M={\dot {L}}=r\times F+v\times p=r\times F}
ahol v és p párhuzamos, tehát keresztszorzatuk 0.
A pontrendszer perdülete az egyes perdületek összege, és a pontrendszer forgatónyomatéka az egyes forgatónyomatékok összege.

## Impulzusmomentum-megmaradás
Felírva az egyes forgatónyomatékok összegét, különválaszthatóak a belső és a külső erők (az egyes rendszerbeli pontok hathatnak rendszerbeli pontokra, és rendszeren kívüliekre is, és viszont). A belső erők összege Newton III. törvénye alapján (erő-ellenerő) 0. Tehát a forgatónyomaték csak a külső eredő erővel arányos mennyiség. Ha a forgatónyomaték 0 – akár azért, mert a külső erők eredője nulla, vagy mert a külső erők eredője a rendszer tömegközéppontja felé mutat –, akkor az impulzusmomentum idő szerinti deriváltja 0, vagyis az impulzusmomentum egy állandó konstans érték az adott rendszerre.

## Mérése
Forgó gépek forgatónyomatékának mérése Prony-fékkel, hidraulikus, örvényáramú fékpaddal, mérlegdinamóval, mérlegmotorral történik. Nagy generátorok teljesítménye villamos mérésekkel igen pontosan történik, a fordulatszám egyidejű méréséből a forgatónyomaték kiszámítható.